# Гудыменко, Пётр Емельянович
Пётр Емелья́нович Гудыме́нко  (30 декабря 1897 [11 января 1898], село Попова-Слобода, Путивльский уезд, Курская губерния, Российская империя — 21 марта 1953, Москва, СССР) — советский военачальник, участник Великой Отечественной войны. Генерал-лейтенант (1942).

## Биография

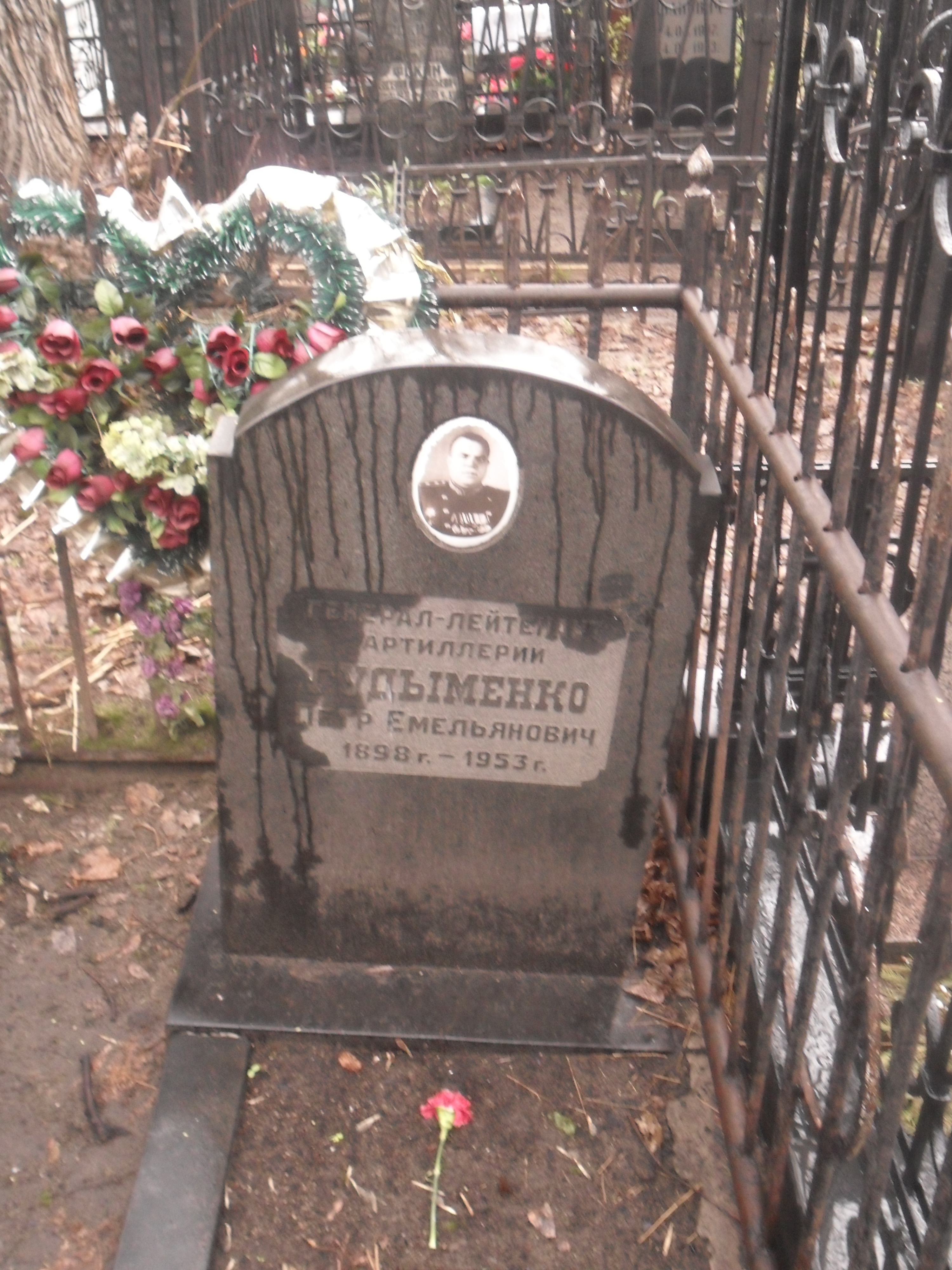
Могила Гудыменко на Ваганьковском кладбище.

Родился 11 января 1898 (30 декабря 1897) года в селе Попова-Слобода Курской губернии (ныне Сумская область, Украина). Из крестьян.
В феврале 1917 года призван в Русскую императорскую армию. Окончил класс телеграфистов при 2-м телеграфном батальоне в Киеве в июле 1917 года, затем оставлен служить в этом батальоне. В результате Октябрьской революции и прихода к власти в Киеве Украинской Центральной рады батальон прекратил существование, Гудыменко в декабре 1917 года покинул его и вернулся в родное село.
Активный участник Гражданской войны. В феврале 1918 года вступил рядовым бойцом в 2-й Путивльский партизанский отряд, участвовал в боях против немецких и австрийских интервентов. В апреле 1918 года отряд в полном составе был зачислен в Красную Армию. Летом 1918 года прибыл на Восточный фронт, где воевал против восставших чехословаков, против войск атамана Дутова и адмирала Колчака. В 1920 году в составе войск Туркестанского фронта воевал против эмира бухарского. В годы войны был старшим телефонистом, начальником связи и начальником разведки артиллерийского дивизиона. Член РКП(б) с 1919 года.
В 1921 году окончил Киевскую высшую объединённую школу. С декабря 1921 года служил в 1-й Туркестанской дивизии (крепость Кушка): командир взвода, помощник командира и командир артиллерийской батареи, с августа 1923 — командир артиллерийского полка и начальник артиллерии дивизии. В июле 1925 года направлен на учёбу в Военно-техническую академию РККА, откуда в 1927 году переведён в Военную академию имени М. В. Фрунзе. В 1930 году окончил Военную академию РККА им. М. В. Фрунзе. С мая 1930 году служил в артиллерийском полку 100-й стрелковой дивизии Украинского военного округа: начальник штаба полка, с апреля 1931 года командир и комиссар полка.
С августа 1937 года служил в войсках противовоздушной обороны, назначен начальником штаба пункта ПВО Баку, с апреля 1938 года — начальник пункта ПВО города Баку. В ноябре 1938 года на базе пункта ПВО Баку был сформирован 3-й корпус ПВО, комбриг Гудыменко был назначен его командиром. В 1940 году под его руководством были проведены первые в РККА опытные зенитные стрельбы по высотным скоростным самолётам.
Участник Великой Отечественной войны с июня 1941 года. Оставался командиром 3-го корпуса ПВО, в ноябре 1941 года переформированного в Бакинский корпусной район ПВО. С декабря 1941 года командующий Закавказской зоной ПВО. В ходе военных действий организовывал противовоздушную оборону городов Баку, Махачкала, Грозный, Краснодар, Батуми и других портов Черноморского побережья Кавказа. В ходе битвы за Кавказ отвечал за организацию зенитного прикрытия войск, оборонявшихся на перевалах Главного Кавказского хребта и в районе города Орджоникидзе.
С июня по июль 1943 года — командующий войсками Закавказского фронта ПВО (первого формирования), с июля 1943 — вновь командующий Закавказской зоной ПВО, с апреля 1943 года — командующий войсками Закавказского фронта ПВО (второго формирования). Штаб фронта располагался в Тбилиси. В апреле 1945 года фронт был расформирован, а П. Е. Гудыменко назначен заместителем командующего войсками Западного округа ПВО. С мая 1946 — командующий войсками Северо-Западного округа ПВО, с апреля 1948 года — помощник командующего войсками Юго-Западного округа ПВО, с ноября 1948 года — помощник командующего войсками Донбасского района ПВО. Вышел в отставку по болезни в октябре 1949 года.
Умер 21 марта 1953 года в Москве, похоронен на Ваганьковском кладбище.

## Воинские звания
- полковник (24.01.1936)
- комбриг (31.10.1938)
- генерал-майор артиллерии (4.06.1940)
- генерал-лейтенант артиллерии (3.05.1942)

## Награды
- Орден Ленина (21.02.1945)[2]
- Три ордена Красного Знамени (22.02.1943, 03.11.1944, 24.06.1948)
- орден Кутузова 2-й степени (18.11.1944)
- Орден Красной Звезды (22.02.1941)
- медаль «За оборону Кавказа» (1943)
- другие медали[3]